# Crypton Future Media
Crypton Future Media или Crypton — японская медиакомпания со штаб-квартирой в Саппоро. Занимается разработкой, импортом и продажей музыкальной продукции, такой как программное обеспечение для синтеза речи, библиотеки звуков и закадровой музыки и т. д. Известна созданием программы-синтезатора речи и персонажа Мику Хацунэ.

## История
Основателем компании стал Хироюки Ито. Он увлекался компьютерами, с которыми столкнулся на работе в инженерном факультете университета Хоккайдо. Также он с детства увлекался музыкой и играл на электрогитаре. Ито записывал различные звуки окружающего мира и как частное лицо продавал дискеты с ними музыкальным магазинам, а затем и клиентам со всего мира. В 1995 году Хироюки Ито создал компанию Crypton Future Media и начал бизнес по импорту аудиопродукции. В 1995 году и компания занималась разработкой, импортом и продажей CD и DVD, библиотек FX и BGM. Ее основными деловыми партнерами в Японии являются магазины музыкальных инструментов, компьютерные магазины и дистрибьюторы программного обеспечения.
Crypton Future Medi предоставила лицензии таким компаниям как :  Konami, Sega, Sony Interactive Entertainment, Bandai Namco Entertainment, Nintendo, Apple Inc. , Dell и Microsoft, а так же компаниям-производителям музыкальных инструментов Roland Corporation и Yamaha Corporation.
Crypton Future Media также управляет рядом японских мобильных веб-сайтов, в основном для i-mode компании NTT docomo , EZweb компании au компании KDDI и Yahoo! Keitai компании SoftBank Mobile , для распространения рингтонов, звуковых эффектов (SFX) и голосовых рингтонов (chaku-voice).
В 2004 компания начала эксперименты с синтезом речи. Первым продуктом стал Meiko — женский голос на базе движка Vocaloid от компании Yamaha. За первый год Crypton смогла продать 3000 копий Meiko. В 2007 году началась разработка голоса программы-синтезатора Мику Хацунэ. В 2010 году иностранный конкурент попытался зарегистрировать права на Мику Хацунэ, после чего Crypton начала регистрировать права на товарный знак по всему миру.
В марте 2024 года Crypton и YouTube заключили соглашение о совместной работе в области искусственного интеллекта в музыке.